# Slime Rancher 2
Slime Rancher 2 è un videogioco open world e simulatore di vita in prima persona sviluppato e pubblicato da Monomi Park. Seguito del videogioco sviluppato e pubblicato dalla stessa casa di produzione nel 2016, Slime Rancher. Il videogioco è uscito il 22 settembre 2022 per le piattaforme Xbox Series X/S, Microsoft Store, Epic Games Store e Steam, mentre l'11 giugno del 2024 è uscito anche per la PlayStation 5.

## Modalità di gioco
Come nel primo capitolo, in Slime Rancher 2 vede come protagonista Beatrix LeBeau, che dalla Terra si è spostata in un pianeta lontano per vivere come allevatrice di slime. L'obiettivo del gioco è di collezionare slime e nutrirli, crescerli e farli accoppiare.
Determinati slime richiedono determinati alimenti e, in cambio, producono "plorts", che possono essere scambiati con Newbucks, che possono essere a loro volta usati per comprare potenziamenti per il ranch e il suo equipaggiamento.
Questo sequel aggiunge nuovi tipi di slime, reazioni diverse a seconda del cibo somministrato, e un sistema di meteo dinamico che influenza gli slime e ne fa apparire di un determinato tipo.

## Sviluppo e pubblicazione
Slime Rancher 2 è stato presentato per la prima volta il 13 giugno 2021, durante l'Xbox & Bethesda Games Showcase del 2021. Durante lo showcase del 2022, sono state rivelate ulteriori informazioni sul gioco, tra cui la data di uscita, fissata nell'autunno del 2022. Slime Rancher 2 è ufficialmente uscito in accesso anticipato il 22 settembre 2022 per Microsoft Windows e S.
Il videogioco è stato realizzato attraverso il motore grafico Unity e utilizza la nuova High Definition Render Pipeline, una pipeline di rendering che gestisce le funzionalità grafiche. Questo ha richiesto un approccio diverso da quello adottato per il capitolo precedente.